# Newman (Australie)
Pour les articles homonymes, voir Newman.
Newman (4 245 habitants) est une ville minière d'Australie-Occidentale centre administratif du comté de Pilbara-Est dans la région de Pilbara.
La ville est située à 1 189 kilomètres au nord de Perth sur la Great Northern Highway et à 450 km au sud de Port Hedland. Située dans une région désertique, les températures minimales moyennes sont de 17,4 °C, maximales de 31,4 °C et les précipitations annuelles de 310 mm.
Simple petit hameau agricole, la ville doit son développement à la découverte de vastes gisements de minerai de fer dans la région du Mont Whaleback en 1960. L'exploitation démarra dans les années 1970. Le minerai est expédié par de longs convois ferroviaires jusqu'à Port Hedland où il est embarqué pour être expédié sur le marché mondial. Le 21 juin 2001, un convoi formé de 8 locomotives et de 682 wagons de minerai mesurant 7 353 mètres de long relia les deux villes. C'est encore le train le plus long au monde.